# Никольское (Угличский район)
Никольское — село в Угличском районе Ярославской области России. 
В рамках организации местного самоуправления входит в Слободское сельское поселение, в рамках административно-территориального устройства — является центром Никольского сельского округа.

## История
Каменный пятиглавый храм с ярусной колокольней во имя свт. Николая в селе был построен в 1781 году на средства владельца села графа Шереметьева. В 1-й половине XIX века построена колокольня. В 1877 году строителем С.Г. Башмаковым поставлена ограда, возведена часовня. 
В конце XIX — начале XX село являлось центром Никольской волости Угличского уезда Ярославской губернии. 
К 1923 году в уезде произошло укрупнение волостей, и село Никольское возглавило 
Радищевскую волость.
С 1929 года село являлось центром Никольского сельсовета Угличского района, в 1932 году село было переименовано в Радищево, а сельсовет в Радищевский, с 2005 года — в составе Слободского сельского поселения.
Постановлением правительства РФ в 2001 году село Радищево переименовано  в село Никольское.
До 2016 года в селе действовала Радищевская начальная школа-детский сад.

## Население
| 1859 | 1914 | 2007 | 2010 |
| ---- | ---- | ---- | ---- |
| 125  | ↗168 | ↗233 | ↘182 |

Согласно результатам переписи 2002 года, в национальной структуре населения русские составляли 98 % от всех жителей.

## Инфраструктура
В селе имеются клуб, фельдшерско-акушерский пункт, отделение почтовой связи.

## Достопримечательности
В селе расположена действующая Церковь Николая Чудотворца (1781).